# Sphenomeris
Sphenomeris, rod papratnica iz porodice Lindsaeaceae raširena po Novom svijetu dio je reda osladolike. 
Postoje tri priznate vrste

## Vrste
- Sphenomeris clavata (L.) Maxon
- Sphenomeris killipii (Maxon) K.U.Kramer
- Sphenomeris spathulata (Maxon) K.U.Kramer